# أداد قزمي
أداد قزمي (الاسم العلمي: Carlina pygmaea) نوع نباتي ينتمي إلى جنس الأداد من الفصيلة النجمية.